# Liste der Monuments historiques in Villars-en-Pons
Die Liste der Monuments historiques in Villars-en-Pons führt die Monuments historiques in der französischen Gemeinde Villars-en-Pons auf.

## Liste der Bauwerke
| Bezeichnung       | Beschreibung              | Standort | Kennzeichnung | Schutzstatus | Datum | Bild           |
| ----------------- | ------------------------- | -------- | ------------- | ------------ | ----- | -------------- |
| Kirche St-Pallais | Erbaut im 12. Jahrhundert | (Lage)   | PA00105299    | Classé       | 1984  | weitere Bilder |

## Liste der Objekte
| Bezeichnung                               | Beschreibung | Standort                        | Kennzeichnung | Schutzstatus | Datum | Bild |
| ----------------------------------------- | ------------ | ------------------------------- | ------------- | ------------ | ----- | ---- |
| Gedenktafel gewidmet dem Erzengel Michael | Stein, 1724  | in der Kirche St-Pallais (Lage) | PM17001318    | Inscrit      | 1982  |      |